# 쉬뢰시 마차시

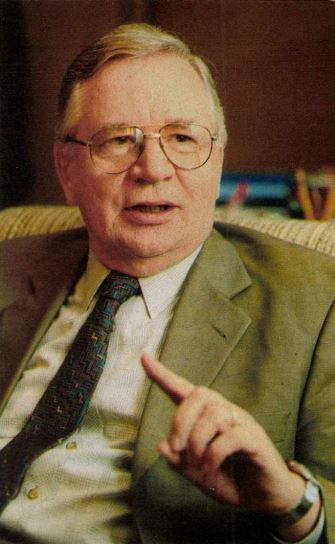

쉬뢰시 마차시(헝가리어: Szűrös Mátyás, 1933년 9월 11일 퓌슈푀클러다니 ~ )는 헝가리의 정치인이다. 1989년 10월 23일부터 1990년 5월 2일까지 헝가리 공화국의 임시 대통령을 역임했다.